# Jett Williams
Jett Williams (* 6. Januar 1953 als Antha Belle Jett in Montgomery, Alabama) ist eine US-amerikanische Country-Sängerin.
Jett ist die Tochter von Bobbie Jett (1922–1974) und des Country-Sängers Hank Williams. Sie wurde fünf Tage nach dem Tod ihres Vaters geboren. Die Mutter von Hank Williams, Lillie Williams Stone, adoptierte das Baby. Nach deren Tod wurde sie 1955 erneut zur Adoption freigegeben.
Erst in den 1980er Jahren wurde Williams klar, wer ihr Vater gewesen ist. Nach jahrelangen Rechtsstreitigkeiten wurde ihre Identität anerkannt. Sie hat seitdem als Sängerin einige Alben eingespielt, teilweise mit Mitgliedern der Drifting Cowboys, der Band ihres Vaters.

## Diskografie
- 1993: That Reminds Me of Hank
- 1996: I'm So Lonesome I Could Cry
- 1999: You Are on My Lonely Mind
- 2007: Honk!
- 2017: Mount Olive